# Salacia vitiensis
Salacia vitiensis är en benvedsväxtart som beskrevs av Albert Charles Smith. Salacia vitiensis ingår i släktet Salacia och familjen Celastraceae. Inga underarter finns listade.